# Alvimare
Alvimare – miejscowość i gmina we Francji, w regionie Normandia, w departamencie Sekwana Nadmorska.
Według danych na rok 1990 gminę zamieszkiwało 486 osób, a gęstość zaludnienia wynosiła 72 osoby/km² (wśród 1421 gmin Górnej Normandii Alvimare plasuje się na 460. miejscu pod względem liczby ludności, natomiast pod względem powierzchni na miejscu 551.).